# Плезант-Лейк (город, Миннесота)
Плезант-Лейк (англ. Pleasant Lake) — город в округе Стернс, штат Миннесота, США. На площади 2 км² (2 км² — суша, водоёмов нет), согласно переписи 2002 года, проживают 504 человека. Плотность населения составляет 247,6 чел./км².
- FIPS-код города — 27-51586[1]
- GNIS-идентификатор — 0649561[2]